# Pulfero

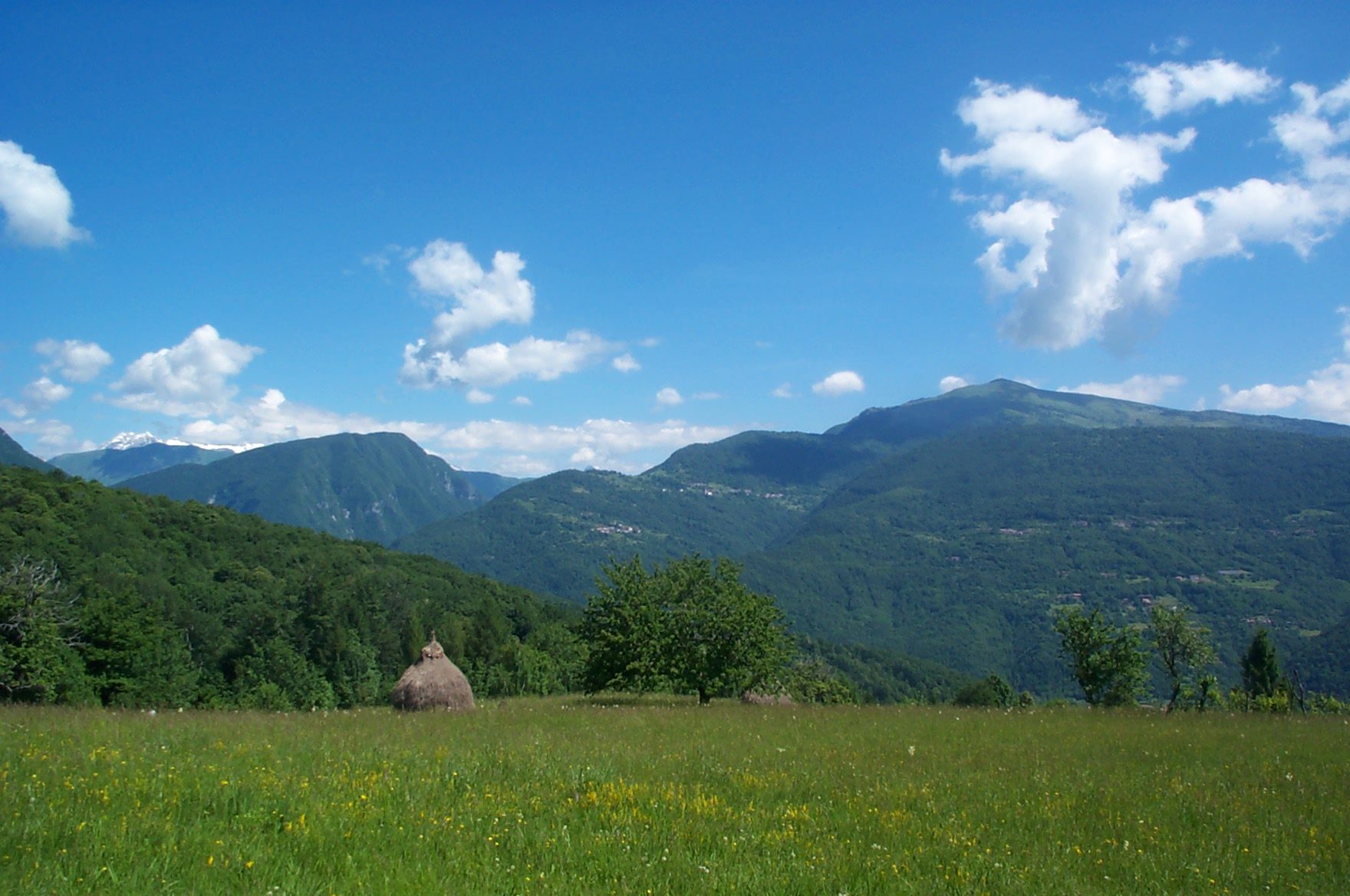
I monti Mia e Matajur

Pulfero (Podbuniesac in dialetto sloveno locale, Podbonesec in sloveno standard, Pulfar in friulano) è un comune italiano di 835 abitanti del Friuli-Venezia Giulia.
Sorge sulle sponde del fiume Natisone, tra i primi contrafforti dei monti Matajur e Kraguojnca, a 28,7 chilometri dal capoluogo di provincia. La sua collocazione, tra i primi rilievi fittamente boscosi delle Prealpi Giulie, conferisce al comune una caratteristica di grande pregio paesaggistico.

## Geografia fisica
Il comune ha una superficie di 48,03 km² ed una altitudine che varia dai 157 m s.l.m. del fondovalle ai 1641 metri del monte Matajur.

### Territorio
L'ambiente è prevalentemente montagnoso (rilievi delle Prealpi Giulie) e solo i terreni situati in prossimità del fiume Natisone hanno caratteristiche pianeggianti. La valle del Natisone, comoda all'inizio, si restringe sempre più avvicinandosi al confine di Stato dove diventa selvaggia e pittoresca, compressa tra i fianchi del monte Mia e del Matajur che scendono ripidissimi verso la carrozzabile.
I principali monti presenti sono:
- il monte Matajur che è la cima più alta della zona; i suoi fianchi occidentali fanno parte del Comune di Pulfero mentre la vetta (1641 metri s.l.m.) appartiene al Comune di Savogna;
- il monte Mia (Mija in sloveno) che è alto 1237 metri s.l.m.. Sulla sua cima, ricoperta da una fitta faggeta, passa il confine di Stato con la Slovenia; il versante meridionale, quello italiano, scende a picco sul fiume Natisone ed è ricco di piante di carpino nero, abete, corniolo e di cespugli di ginepro;
- il monte Mladesiena/Mladesjena che è alto 711 metri s.l.m; la sua cima, prevalentemente pietrosa, fu utilizzata, durante la prima guerra mondiale, come postazione per i mortai ed i cannoni puntati verso le linee nemiche;
- il monte Kraguenza/Kraguojnca che è alto 949 m s.l.m. È ricco di boschi di betulle ed ontani e vi si possono osservare anche alberi di frassino, tiglio e castagno, arbusti di ginepro e maggiociondolo e piante di narciso, mughetto, genziana, croco ed orchidea purpurea. Dalla cima si ha ampia visuale sulla catena del Canin, con il caratteristico Monte Forato (2499 m s.l.m.), sul Mangart (2667 m s.l.m.), sullo Jalovec (2645 m s.l.m.), sul Prisojnik (2547 m s.l.m.) e sul Bavski Grintavec (2347 m s.l.m.);
- il monte Vogu/Vogel che è alto 1124 m s.l.m. ed è ricco di boschi di carpino nero, ginepro, pero corvino, faggio ed acero di monte. Il versante meridionale è caratterizzato da un esteso ghiaione che, partendo dalla vetta, raggiunge, dopo un dislivello di 900 metri, il villaggio abbandonato di Predrobac. Dal versante settentrionale si può invece osservare la pittoresca valle del Pradolino;
- il monte Lubia/Ljubija che è alto 1052 m s.l.m.; è situato nelle vicinanze del monte Vogu ed è ricoperto da fitti boschi dove crescono, in prevalenza, piante di faggio;
- il monte Bruna/Nabruna che è alto 1146 m s.l.m.; ha pareti a strapiombo sul Natisone ed è ricoperto da prati ricchi di orchideacee;

Sono presenti e ben visibili anche i monti Kremen (1282 m s.l.m.), Glevizza/Hlevišča (1084 m s.l.m.), Bukuje (1022 m s.l.m.), Nad Dolino (978 m s.l.m.) Uoršič (966 m s.l.m.) e Kladje (832 m s.l.m.)
La zona montagnosa è attraversata dai seguenti sentieri con segnavia:
- n° 725 Sentiero naturalistico Mersino Alto - Matajur;
- Sentiero per esperti "Via Palma";
- Sentiero naturalistico Antro - Spignon - Pegliano;
- Sentiero n° 479, in compartecipazione con il comune con Savogna;
- Sentiero naturalistico Biacis - Antro;
- Sentiero Italia n° 744;
- Sentiero Italia n° 735 Alta via Valli del Natisone e sentiero naturalistico Pradolino - monte Mia.[10]

Ottimo punto di partenza per le escursioni verso il monte Mia, il paese di Montefosca e la valle del Pradolino è il Centro polifunzionale di Stupizza.

### Idrologia

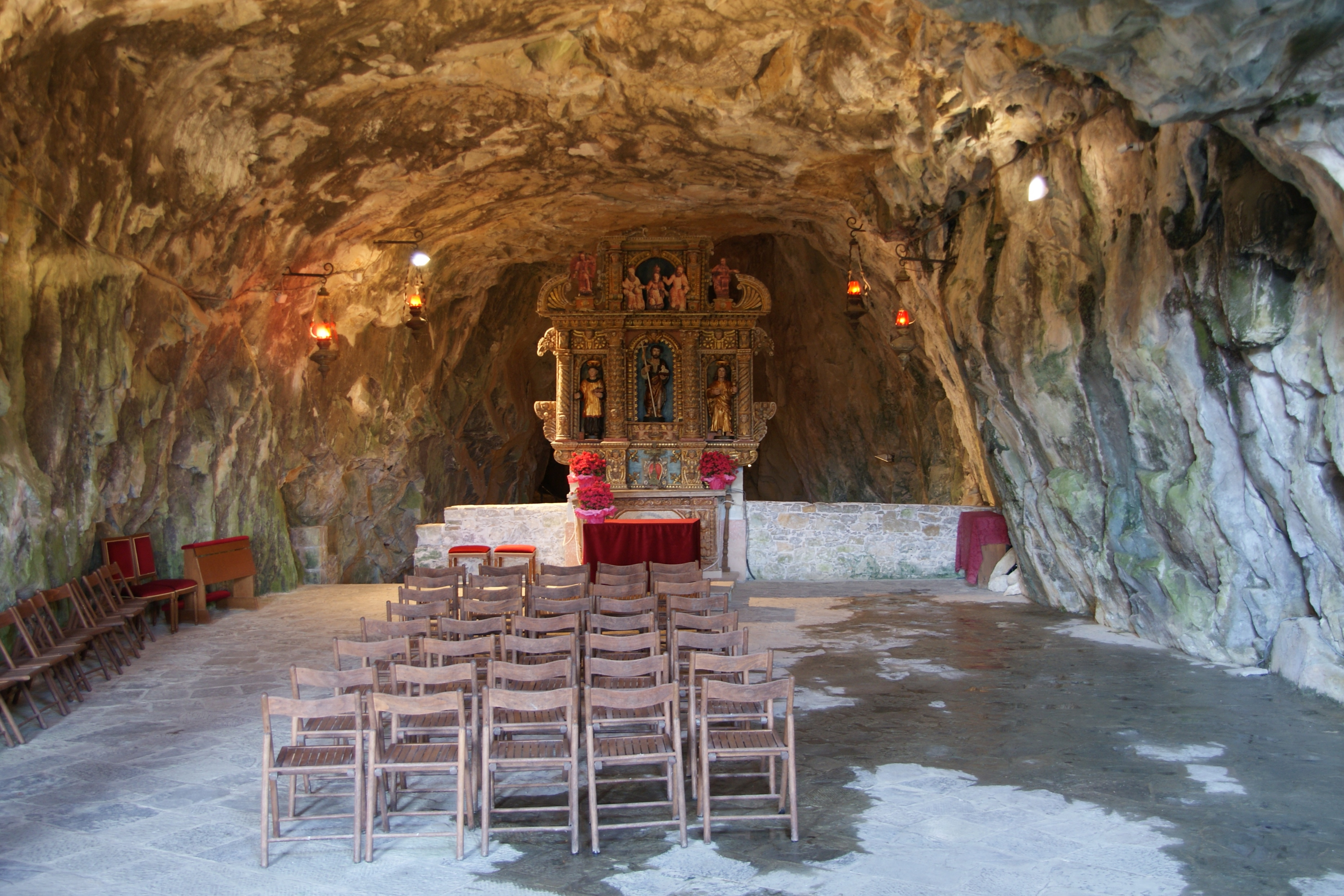
Grotta di San Giovanni d'Antro-La chiesa

Il Comune è attraversato, per tutta la sua lunghezza, dal fiume Natisone che, provenendo dalla Slovenia, entra in Italia dal valico di Stupizza e prosegue la sua corsa nel comune di San Pietro al Natisone.
La zona è ricca d'acqua; importanti sono le sorgenti di Zavadizza, di Arpit e, soprattutto, quella di Poiana che alimenta gli acquedotti di numerosi comuni limitrofi, tra cui quello di Cividale del Friuli.
Tra gli affluenti del Natisone sono da ricordare il torrente Pradolino, che percorre una valle ricca di fenomeni carsici, il torrente Bodrino, sempre ricco d'acqua anche nella stagione estiva e caratterizzato da numerosissime cascatelle, scivoli d'acqua e piccole forre, il torrente Tarčenščak anch'esso piacevole a vedersi, e i torrentelli Sin, Zejac, Suh potok, Oušonščak, Podorieščak, Stivanščak, Glabošnjak, Javarščak, ecc..

### Geologia e morfologia

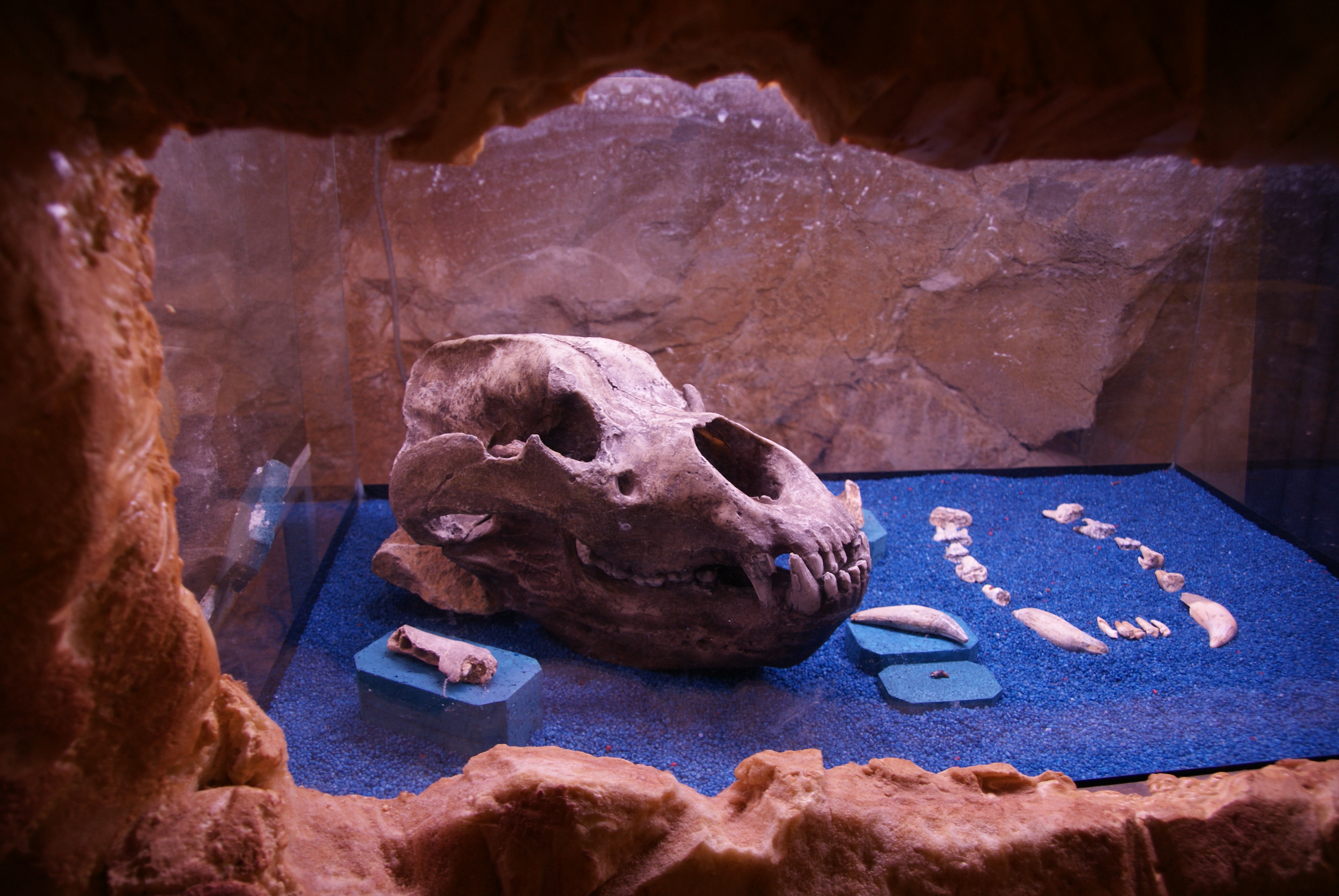
Resti di orso delle caverne

L'area comunale è ricca di cavità e grotte carsiche; il catasto regionale delle grotte del Friuli Venezia Giulia indica la presenza di 122 caverne e pozzi.
Le più importanti sono le cavità presenti nelle vicinanze della Bocca del Pradolino; la Šuošterjova Jama ubicata presso la frazione di Specognis, interessante sotto il profilo paleontologico e ricca, nel tratto interno, di concrezioni; la grotta di Sant'Andrea a Montefosca e la Sesna Jama di Mersino. Di grande importanza è poi la grotta di San Giovanni d'Antro (Svet Ivan u Čelè in dialetto sloveno locale) che si apre in una parete rocciosa a 348 metri s.l.m.. Ha la parte iniziale parzialmente occupata dalle opere murarie di una chiesetta dedicata al Santo che ne ha dato il nome. È stata esplorata per complessivi 4500 metri (di cui 300 metri facilmente percorribili) ed è attraversata dal corso d'acqua che ha scavato, nel corso dei secoli, le gallerie e le salette interne. Fu adibita anticamente a riparo e postazione difensiva dagli abitanti locali; in periodo romano fece parte del sistema di vigilanza realizzato nella Regio X Venetia et Histria a difesa dalle scorribande barbariche provenienti dall'oriente.
Successivamente, dopo la conversione al cristianesimo della popolazione locale, fu dapprima utilizzata dagli eremiti per ritiri di preghiera e poi fu dedicata a luogo di culto con la costruzione della chiesetta ancora visibile in tutta la sua particolarità e bellezza. All'interno della grotta sono stati trovati resti di Ursus speleus (mandibola, denti e vertebre), reperti di ceramica di epoca preromana e romana e resti metallici di epoca medioevale.

### Sismologia
Secondo la classificazione sismica, il comune appartiene alla zona 1 (sismicità alta).

### Clima
Secondo la classificazione climatica, Pulfero appartiene alla zona E, Gradi giorno 2.426. Gode di un tipico clima temperato delle medie latitudini, piovoso o generalmente umido in tutte le stagioni e con estati calde.
Le precipitazioni si concentrano nei periodi compresi tra marzo e maggio, con un leggero calo nei mesi estivi, e un riacutizzarsi nel periodo compreso tra ottobre e novembre inoltrato.
I dati della stazione meteorologica più vicina sono:
| SAVOGNA MONTEMAGGIORE | Mesi | Mesi | Mesi | Mesi | Mesi | Mesi | Mesi | Mesi | Mesi | Mesi | Mesi | Mesi | Stagioni | Stagioni | Stagioni | Stagioni | Anno |
| SAVOGNA MONTEMAGGIORE | Gen  | Feb  | Mar  | Apr  | Mag  | Giu  | Lug  | Ago  | Set  | Ott  | Nov  | Dic  | Inv      | Pri      | Est      | Aut      | Anno |
| --------------------- | ---- | ---- | ---- | ---- | ---- | ---- | ---- | ---- | ---- | ---- | ---- | ---- | -------- | -------- | -------- | -------- | ---- |
| T. max. media (°C)    | 2,3  | 3,8  | 7,0  | 10,7 | 14,6 | 18,7 | 21,5 | 21,4 | 17,8 | 12,5 | 7,2  | 3,8  | 3,3      | 10,8     | 20,5     | 12,5     | 11,8 |
| T. min. media (°C)    | −3,6 | −2,4 | 0,2  | 3,8  | 7,8  | 11,0 | 13,2 | 13,1 | 10,7 | 6,0  | 1,7  | −1,6 | −2,5     | 3,9      | 12,4     | 6,1      | 5,0  |

## Origini del nome
L'origine del toponimo è incerta; un'ipotesi lo fa discendere dal dialetto sloveno, con il significato di "sotto i malati".

## Storia
La regione fu abitata sin dai tempi più antichi: nella grotta di San Giovanni d'Antro e nella Šuošterjova Jama sono stati ritrovati reperti che indicano la presenza umana del neolitico e della tarda età del ferro; nel "deposito di Čelò" sono stati rinvenuti 13 oggetti in bronzo (asce, falcetti, pani di rame) della fase finale del bronzo antico; sulla riva destra del Natisone, nei pressi di Loch, è stata trovata una fibula ad arco databile VII/VI secolo a.C.. Il fortilizio di Antro fu utilizzato in epoca romana per il controllo della strada del Pulfero che allora era utilizzata per le comunicazioni con il bacino danubiano.
Nel secolo VII popolazioni slave entrarono in Italia, al seguito degli Avari, ed occuparono e colonizzarono le Valli del Natisone. Ebbero diversi scontri, con alterne fortune, con i Longobardi, che dopo il 568 avevano occupato quasi tutta la penisola. Presso Broxa, che alcuni identificano con Brischis ed altri con Ponte San Quirino (Broxas dicitur, non longe a Foroiuli....ad ponte Natisonis fluminis), avvenne, nel 670, la battaglia tra il duca Vettari e le milizie slave narrata dallo storico Paolo Diacono nella sua Historia Langobardorum. Le azioni bellicose terminarono dopo la stipula di un trattato che definiva i confini tra le due comunità e lasciava le terre della zona collinosa alle popolazioni slave. Successivamente la popolazione della Benečija (Slavia veneta), dal periodo del Patriarcato di Aquileia sino alla caduta della Repubblica di Venezia, godette di un notevole autonomia amministrativa e giudiziaria come riconoscenza dell'azione di controllo e difesa dei confini nord-orientali del Friuli svolta dalle milizie all'uopo costituite. La società era organizzata in due Banche (quella di Merso e quella di Antro), che saltuariamente si raggruppavano nel Zbor staresin o "Arengo". Il territorio comunale, con le contrade di Biacis, Brischis, Erbezzo, Lasiz, Mersino, Pegliano, Rodda, Spignon e Tarcetta, faceva parte della Banca di Antro che riuniva i propri eletti, per il disbrigo degli affari amministrativi e giudiziari di prima istanza relativi alla popolazione della val Natisone e della valle dell'Alberone, intorno alla lastra di pietra posta sotto i tigli che crescevano nei pressi dell'abitato di Biacis.

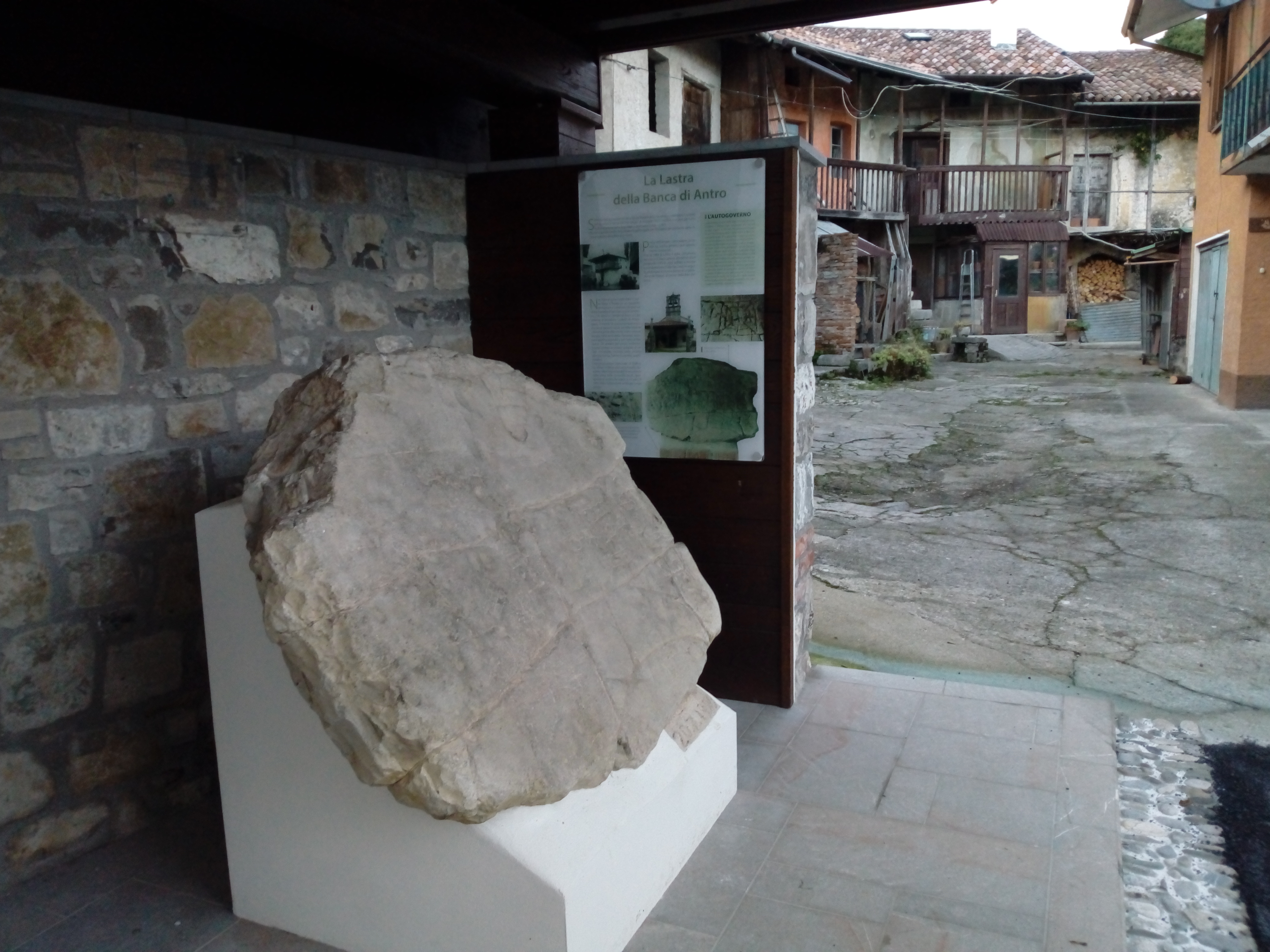
La lastra di Antro

Le due Banche di Antro e Merso formavano, insieme, il Grande Arengo che si riuniva, ordinariamente una volta l'anno, nei pressi della chiesetta di San Quirino e trattava gli interessi generali di tutta la Slavia veneta.
Successivamente, l'arrivo delle truppe di Napoleone e la conseguente imposizione del sistema amministrativo francese, portò alla soppressione di ogni forma di autonomia locale ed alla suddivisione del territorio in "Comuni" previa abolizione delle 36 "vicinie" esistenti. In particolare, nelle Valli del Natisone furono istituiti gli otto comuni di San Pietro, San Leonardo, Savogna, Stregna, Drenchia, Grimacco, Rodda e Tarcetta. Questi ultimi due nel 1928 si fusero per formare il comune di Pulfero. Nel 1797, con il Trattato di Campoformio, la Benečija (Slavia veneta) venne assegnata in amministrazione all'Austria; successivamente, dopo la pace di Presburgo passò, per un breve periodo, al Regno d'Italia napoleonico. Nel 1815, dopo la stipula della convenzione di Schiarino-Rizzino tornò all'Austria come parte integrante del Regno Lombardo Veneto. Infine nel 1866, a seguito della terza guerra d'indipendenza, dopo la pace di Vienna ed il plebiscito del Veneto del 1866, si staccò dai domini asburgici per passare sotto il Regno d'Italia sabaudo.
In epoca più recente, il territorio del comune fu interessato dai tragici avvenimenti legati alla prima guerra mondiale. Nella circostanza, sulla cima del monte Matajur e sulla dorsale del Colovrat passava l'estrema linea difensiva approntata dalla 2ª Armata per la difesa della pianura friulana in caso di ritirata delle truppe combattenti nelle linee avanzate. La mattina del 24 ottobre 1917 il territorio comunale venne sottoposto ai bombardamenti che diedero inizio alla battaglia di Caporetto; successivamente, dopo la conquista della cima del Matajur da parte delle compagnie guidate dal tenente Erwin Rommel ed alla rottura del fronte, venne interessato dalla veloce invasione delle truppe nemiche che, dai valichi di Stupizza e Luico, si riversarono nelle vallate del Natisone e dell'Alberone e proseguirono l'avanzata sino alla linea del Piave.

### Simboli
Lo stemma e il gonfalone sono stati concessi con decreto del presidente della Repubblica n. 3742 del 6 agosto 1988.
Sullo sfondo azzurro dello stemma è raffigurato un castello d'argento, munito di tre torri, poggiato su una montagna verde, movente dalla punta dello scudo, e accompagnato, nei cantoni del capo, dalle lettere maiuscole T e R d'oro.
Il gonfalone è un drappo partito di giallo e di verde.

## Monumenti e luoghi d'interesse

### Architetture civili e militari
- Castello di Ahrensperg, si trova in località Bijarči/Biacis [29]

### Architetture religiose

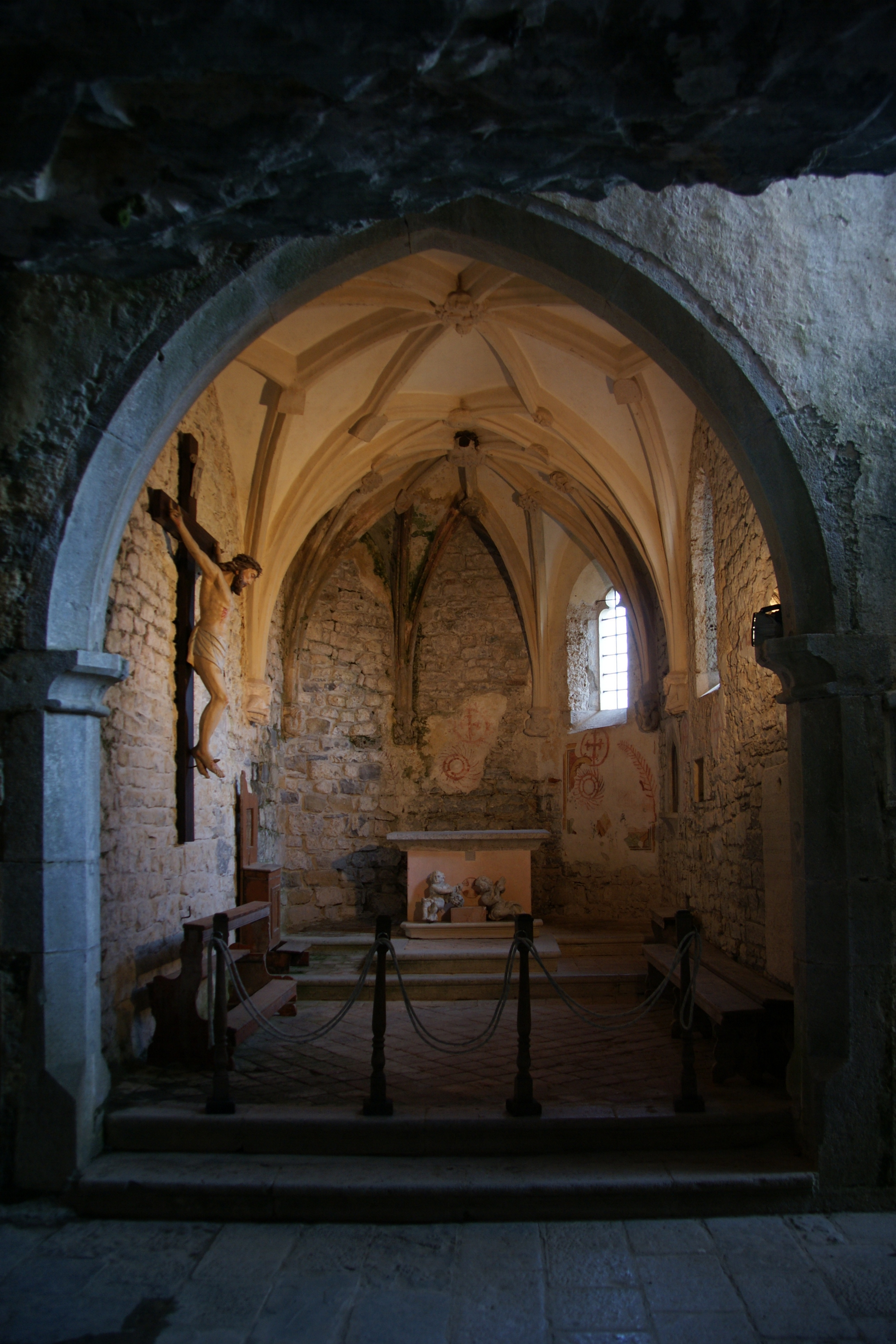
Lo stile gotico sloveno di San Giovanni d'Antro

- Nei pressi di Antro si trova la chiesetta dedicata ai Santi Giovanni Battista ed Evangelista, realizzata all'interno della grotta di San Giovanni d'Antro che si apre alla mezza altezza di una parete rocciosa. L'ingresso è raggiungibile tramite una scalinata in pietra di 144 gradini che conduce all'anticamera del sacello. All'interno della grotta, sfruttando le pareti rocciose della cavità, sono state realizzate una chiesa (nella sala di San Giovanni), dotata di un altare ligneo in stile barocco scolpito da Jernei Vrtav (italianizzato in Bartolomeo Ortari) della scuola di Caporetto, una cappella-presbiterio con altare in pietra e statue del XVII secolo, una canonica ed una loggetta dalla quale si può osservare un magnifico panorama della vallata sottostante. Il pavimento è realizzato in lastroni di pietra e separa il sacello dalla sottostante galleria adibita allo scolo delle acque provenienti dalle zone più interne della grotta. Le opere murarie che si possono ammirare sono quelle realizzate nel 1477, in stile gotico sloveno, da Andrej von Lach (della scuola di Skofjia Loka) e consolidate dopo i terremoti del 1511 e 1513. I primi documenti che indicano la grotta come luogo di culto risalgono all'anno 889 e si riferiscono alla donazione dei terreni circostanti la cavità effettuata del re Berengario in favore del Diacono Felice.[26]
- A Erbezzo si può ammirare la chiesa di Sant'Andrea apostolo, ricostruita nel 1903. Nell'area di fronte alla chiesa sorge il campanile del 1893.

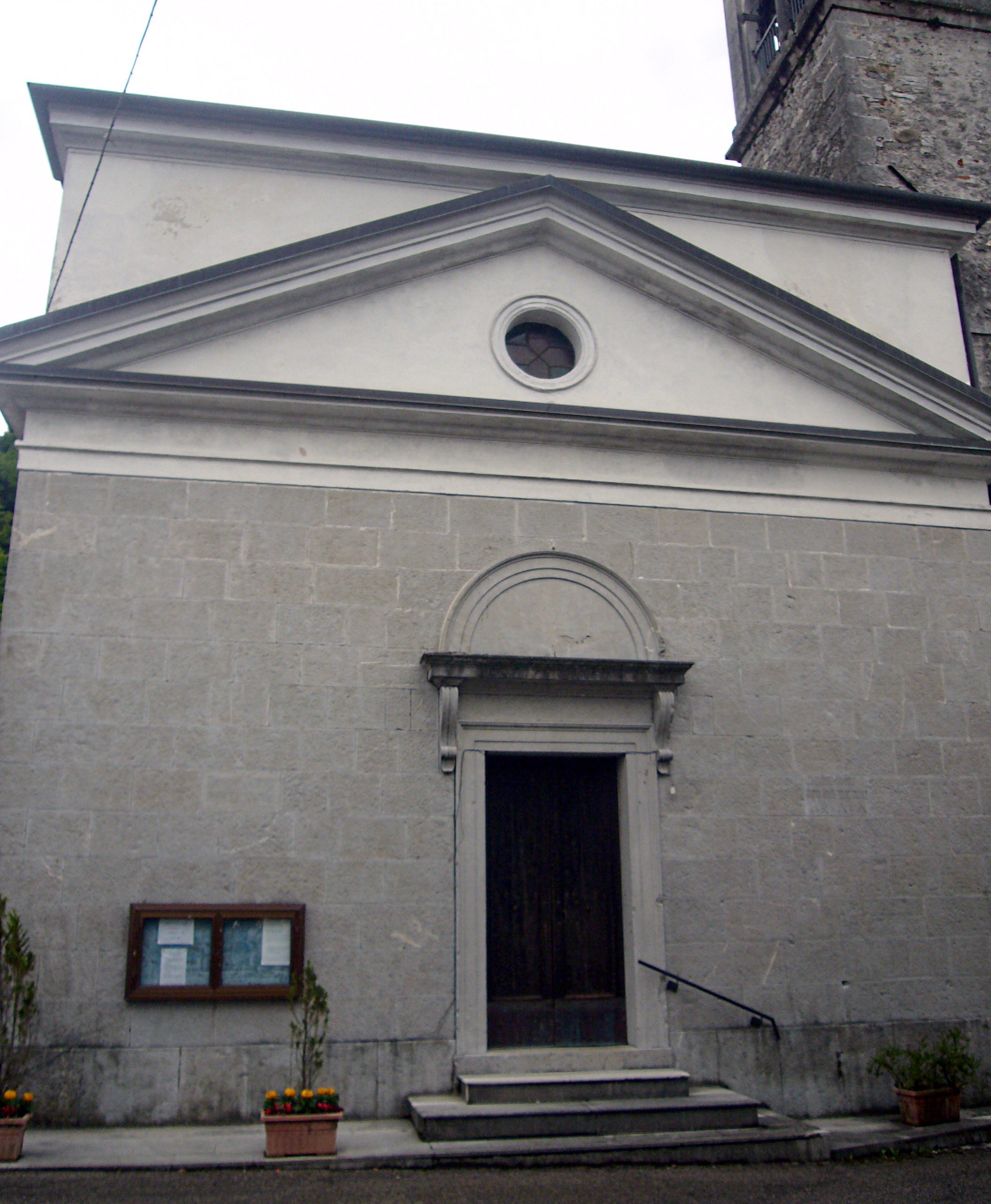
La chiesa di San Floriano a Brischis

- A Biacis si può ammirare la chiesa di San Giacomo apostolo, la cui realizzazione iniziale risalirebbe ai secoli XII - XIII. La costruzione attualmente visibile rimonta al 1520, quando vennero portate a termine le opere di consolidamento resesi necessarie per riparare i danni prodotti dai terremoti del 1511 e 1513.
- A Brischis si trova la Chiesa di San Floriano martire risalente al 1477.
- A Lasiz è presente la chiesetta di San Donato martire. Fu realizzata nei secoli XII - XIII sulle pendici del monte Kraguojnca a 426 metri di altitudine (la prima menzione è dell'anno 1294). Il sacello, attualmente vuoto, è ornato con affreschi risalenti al XVI secolo ed anticamente era dotato di un altare ligneo dorato (zlati oltar).
- A Pegliano esisteva la chiesa di San Nicolò, costruita verso il 1370 tra i boschi lontano dal paese. Di essa rimangono oggigiorno visibili soltanto ruderi e le mura di cinta; parte delle pietre del sacello diroccato furono utilizzate nel 1850 per costruire una nuova chiesa dedicata al medesimo santo.
- A Rodda si può visitare la chiesetta di San Leonardo Abate. Fu costruita verso la metà del XVI secolo e consacrata nel 1568. È dotata di altare ligneo risalente al 1689.
- A Rodda è visibile la chiesa di San Zenone. Venne citata per la prima volta nel 1455 e consacrata nel 1493. Conserva all'interno, un frammento pittorico del XIII-XIV secolo.
- A Rodda sorge inoltre la chiesa di Sant'Ulderico. L'edificio venne costruito, in stile romanico, presumibilmente nei secoli XIII - XIV in posizione isolata sopra il paese di Tuomaz. Verso la fine del Seicento fu dotata di altare ligneo dorato (zlati oltar).
- A Spignon si ricorda la chiesa di Santo Spirito. Fu eretta in montagna verso la seconda metà del secolo XV e fu consacrata nel 1547, dopo i lavori di consolidamento resisi necessari per i danni provocati dai terremoti del 1511 e 1513. Venne completamente distrutta nel corso della seconda guerra mondiale e fu ricostruita sulle sue macerie nel 1949.

### Villaggi
- A nord di Stupizza, a 226 metri s.l.m. sulle pendici del monte Vogu, si può visitare il villaggio abbandonato di Predrobac. Il villaggio fu costruito nei secoli passati dagli abitanti delle valli per trascorrere, con il loro bestiame, la stagione estiva in un luogo fresco e dotato di pascoli. Era composto da casoni in pietra corredati di cantine refrigerate dall'aria fresca proveniente dalle adiacenti grotte. L'abitato si è spopolato all'inizio del Novecento ed ora è ridotto a cumuli di rovine sui quali cresce edera, muschio e rovi.

## Società

### Evoluzione demografica
Abitanti censiti

### Etnie e minoranze straniere
Al 31 dicembre 2015 gli stranieri residenti a Pulfero erano 116, pari al 12,06% della popolazione comunale. Di seguito sono riportati i gruppi più consistenti:
- Bosnia ed Erzegovina - 30
- Romania - 26

### Lingue e dialetti
Il censimento del 1971 riscontrava che il 76,5% della popolazione del comune si dichiarava appartenente alla minoranza linguistica slovena. Pulfero è compreso nell'elenco dei comuni nei quali si applicano le misure per la tutela della minoranza di lingua slovena, a norma dell'articolo 4 della legge n. 38 del 23 febbraio 2001 "Norme per la tutela della minoranza linguistica slovena della regione Friuli - Venezia Giulia" e nel comune, accanto alla lingua italiana, è ufficialmente tutelata la lingua slovena.

### Religione
La maggior parte della popolazione comunale, come per il resto dell'Italia, appartiene alla chiesa cattolica.
Nel comune hanno sede tre parrocchie afferenti alla forania di San Pietro al Natisone dell'arcidiocesi di Udine:
- parrocchia di san Silvestro papa di Antro;
- parrocchia di san Floriano martire di Brischis;
- parrocchia di sant'Andrea apostolo di Erbezzo[33].

### Associazioni
- Pro loco Natisone a Pulfero.
- Gruppo sportivo Alpini a Pulfero.

### Eventi, tradizioni e folclore

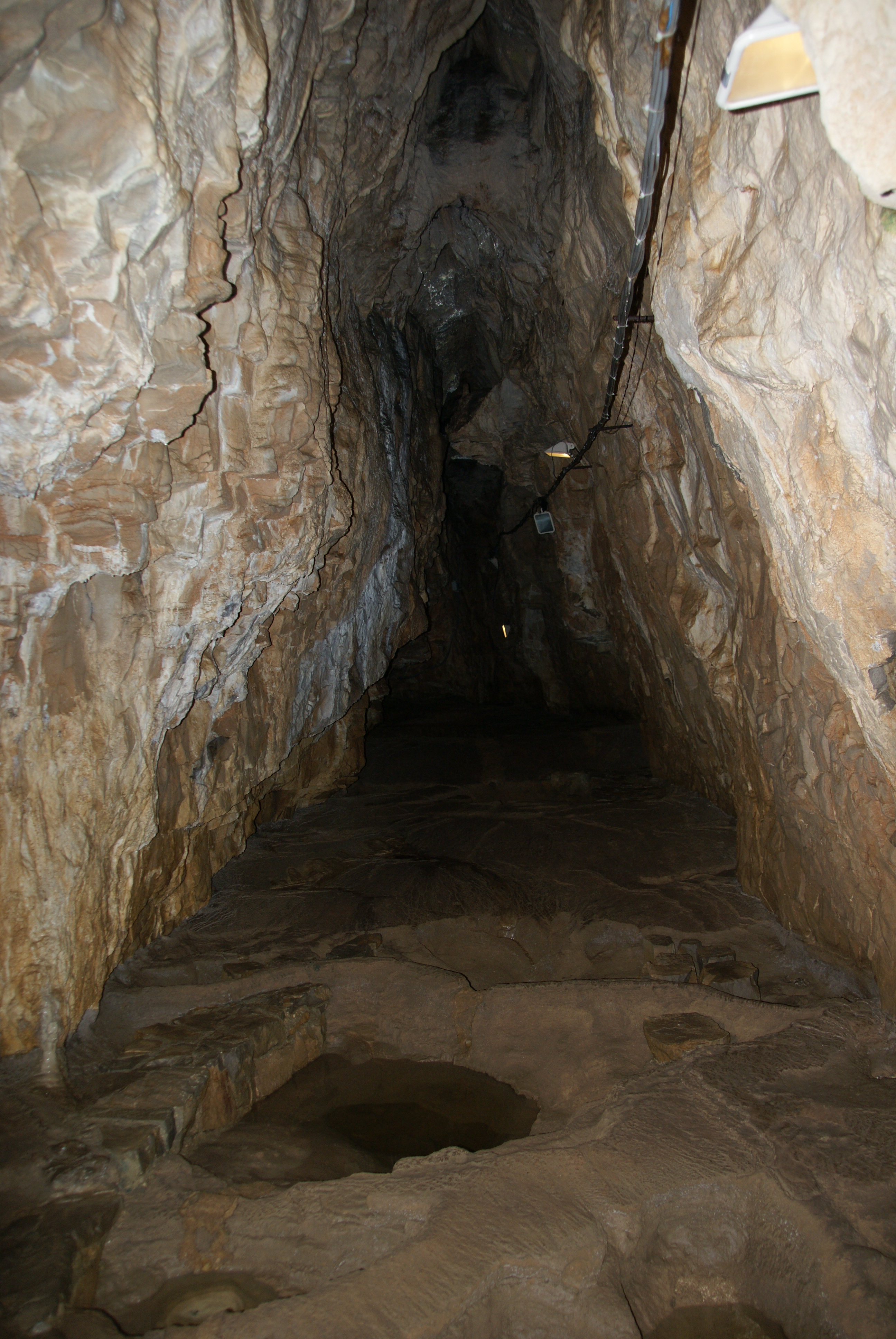
Grotta di San Giovanni d'Antro-Percorso attrezzato

- Il 6 gennaio a Biacis e Mersino al tramonto si accende il Kries, falò propiziatorio dal quale si traggono auspici sull'andamento del nuovo anno; la festa si conclude con l'arrivo della Befana a cavallo della scopa.
- A carnevale si celebra la ricorrenza con grandi feste mascherate che hanno per protagonisti:

a Montefosca i Blumari, maschere vestite con abiti bianchi, alti copricapi e campanacci, che percorrono di corsa i confini del paese come rito propiziatorio per augurare a tutti un felice anno;
a Mersino i Pustje vestiti con costumi a brandelli e cappelli conici multicolori e dotati di pinze allungabili in legno con le quali indispettiscono le ragazze presenti, le belle figure, ed i giganteschi gallo (petelin) e gallina (kakuoša).
a Rodda i Pustje e l'Arcangelo Gabriele (Anjulac) che cerca di tenere a bada il diavolo (Zluodi);
- A maggio a Calla si effettua la premiazione del concorso internazionale di poesie inedite in lingua italiana, slovena e di un altro idioma europeo, che varia di anno in anno, "Calla in poesia - arte senza confine".
- La sera del 23 giugno a Cicigolis si accende il Kries (falò) per festeggiare il solstizio d'estate[38].
- A luglio a Rodda si celebra la festa di San Ulderico in monte, con visita alla chiesetta e sagra paesana.
- A luglio nelle Valli del Natisone vengono tenuti spettacoli itineranti di marionette organizzati nell'ambito del Mittelfest di Cividale del Friuli (Festival internazionale delle marionette).
- A luglio a Biacis si festeggiano Sant'Anna e San Giacomo con riti religiosi e intrattenimenti musicali.
- A luglio a Pulfero si svolge la "Festa sul Natisone", sagra estiva con intrattenimenti musicali, manifestazioni sportive ed esibizione di gruppi folkloristici locali e regionali.

## Cultura

### Istruzione
A Pulfero sono presenti una scuola dell'infanzia (scuola materna) ed una scuola primaria (scuola elementare). Scuole di livello superiore (secondarie di primo e secondo grado) sono disponibili presso San Pietro al Natisone e Cividale del Friuli.

### Cucina

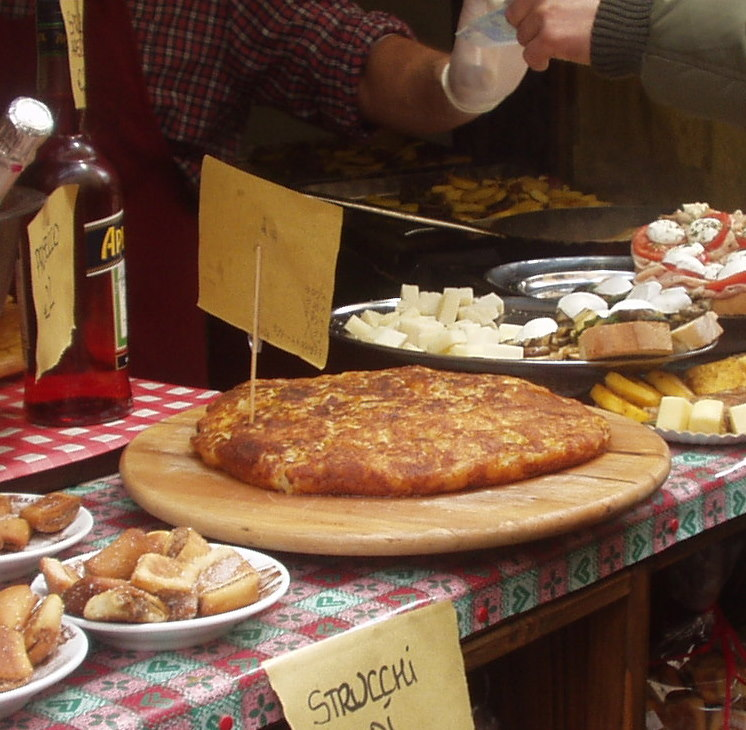
Frico con le patate

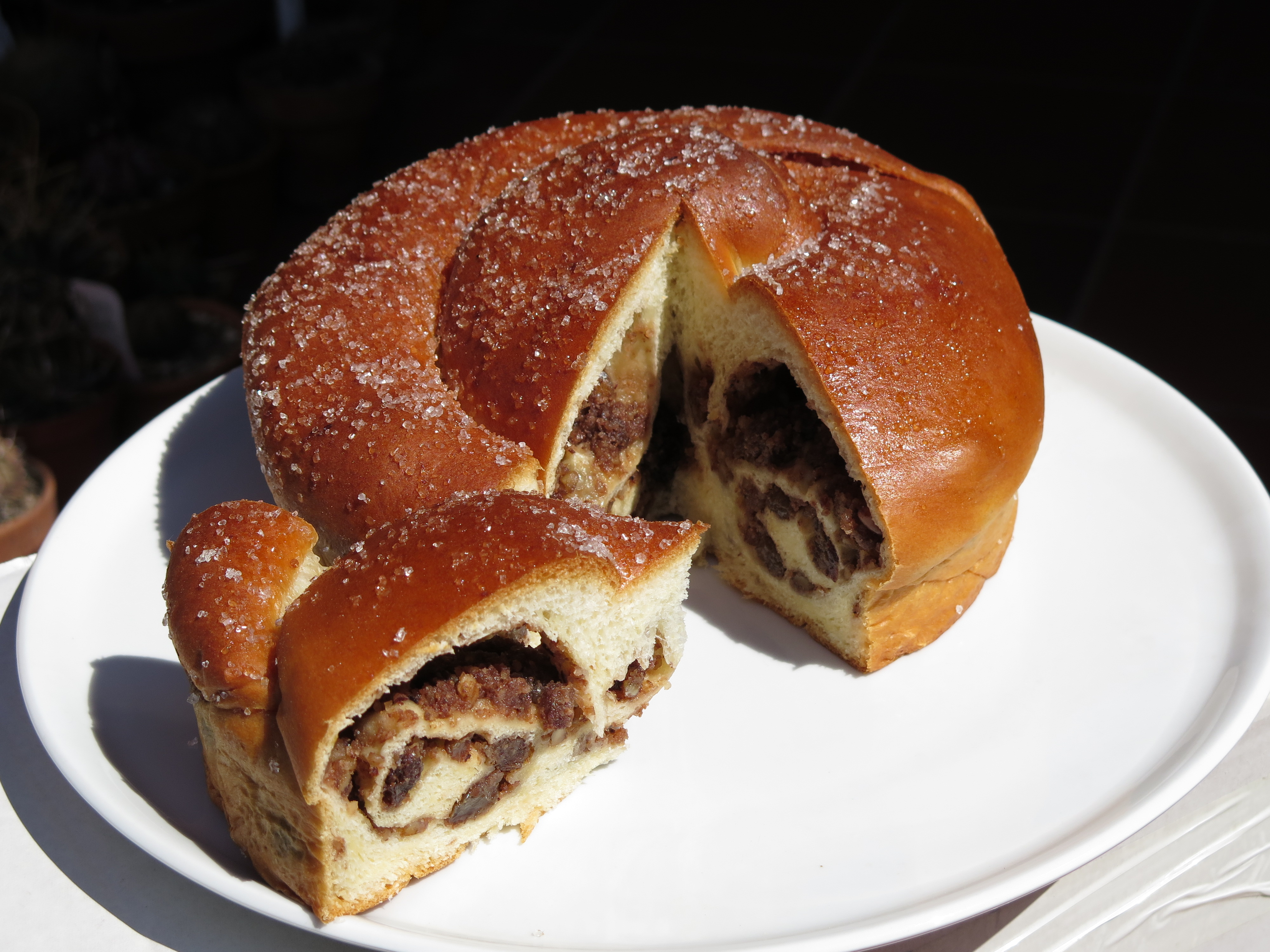
Gubana

Nel capoluogo di Pulfero è ubicato un ristorante, che propone piatti tipici locali, apprezzato anche fuori dall'ambito regionale.. Fra i piatti caratteristici del comune vi sono:
- la Gubana: un tipico dolce delle valli del Natisone, a base di pasta dolce lievitata con un ripieno di noci, uvetta, pinoli, zucchero, liquore, scorza grattugiata di limone, dalla forma a chiocciola e cotto al forno[42];
- gli Strucchi: dolci fatti con sfoglia di farina ripiena di un composto di uvetta, pinoli, noci, zucchero e burro. Si presentano nella versione fritta o lessa[43][44];
- il Frico: un piatto a base di formaggio, considerato la preparazione culinaria più tipica del Friuli. Si presenta in due versioni: friabile o morbido[45];
- la Brovada: un piatto a base di rape usato per accompagnare arrosti o carni bollite[46];
- il Musetto: insaccato di carne mista di suino, cucinato soprattutto nella stagione invernale, e servito con il contorno di brovada[47];
- il salame friulano: insaccato di un trito di carne scelta di suino, lardo e spezie[48];
- il formaggio Montasio[49];
- il formaggio Latteria del Friuli[50][51][52]
- le štakanjie, passato di patate e tegoline condito con un soffritto di olio, aglio e pancetta di maiale e con aceto[53][54];
- le šnite, un dolce povero fatto da fette di pane raffermo bagnate nel latte e nell'uovo, fritte nell'olio o strutto e ricoperte di zucchero[55].

## Geografia antropica
Il comune di Pulfero fa parte della Comunità Montana del Torre, Natisone e Collio.

### Frazioni
- Antro/Landar
- Biacis/Bijača
- Brischis/Brišča
- Calla/Kau
- Cicigolis/Ščigla
- Coliessa/Kolieša
- Comugnero/Kamunjar
- Cras/Kras
- Erbezzo/Arbeč
- Goregnavas/Gorenja Vas
- Ialig/Jalči
- Lasiz/Laze
- Linder/Linder
- Loch/Log
- Mersino (nome collettivo degli abitati di: Bardo/Nabardo, Clin/Klin, Ierep/Jerebi, Iuretig/Juretiči, Marseu/Marsieli, Medves/Medvieži, Oballa/Obali, Pozzera/Pocera, Zorza/Žorži)
- Molino/Malin
- Montefosca/Čarni Varh
- Paceida/Pačejda
- Pegliano/Ofijan (nome collettivo degli abitati di: Cedarmas/Čedarmaci, Cocianzi/Kočjanci, Dorbolò/Dorboli, Flormi/Floram, Parmizi/Parmici, Sosgne/Šošnja, Stonder/Štonderi)
- Perovizza/Peruovca
- Podvarschis/Podvaršč
- Pulfero/Podbuniesac
- Rodda (nome collettivo degli abitati di: Bizonta/Bizonti, Brocchiana/Bročjana, Buttera/Butera, Clavora/Klavora, Cranzove/Kranjcove, Domenis/Domejža, Lacove/Lahove, Oriecuia/Oriehuje, Ossiach/Ošjak, Pocovaz/Pokovac, Puller/Pulerji, Scubina/Skubini, Sturam/Šturmi, Tumaz/Tuomac, Uodgnach/Uodnjak, Zeiaz/Zejci)
- Spagnut/Podšpanjud
- Specognis/Špehuonja
- Spignon/Varh
- Stupizza/Štupca
- Tarcetta/Tarčet
- Zapatocco/Zapatok

## Infrastrutture e trasporti

### Strade
Il territorio è attraversato dalla strada statale n°54 "del Friuli" che collega Udine con il confine di stato con la Slovenia e quindi con la cittadina di Caporetto ed il tratto mediano della valle dell'Isonzo. Da essa si dipartono le strade comunali che collegano le vicine frazioni con il fondovalle. La strada statale, ai tempi dei romani, era conservata in buono stato, custodita e fortificata militarmente. Chiamata da essi "Belloja" o "Appia" (dal console romano Appio Claudio Pulcro), serviva da collegamento tra Aquileia e le regioni danubiane.
In tempi più recenti veniva nominata come "strada del Pulfero".
Il mezzo di trasporto più usato è l'automobile, grazie anche al prezzo scontato della benzina per gli abitanti locali. Il servizio di trasporto pubblico è svolto dagli autobus della società TPL FVG, che collegano Pulfero con il confine con la Slovenia (frazione di Stupizza) e con il resto del Friuli (città di Cividale del Friuli) con diverse decine di corse al giorno

### Ferrovie

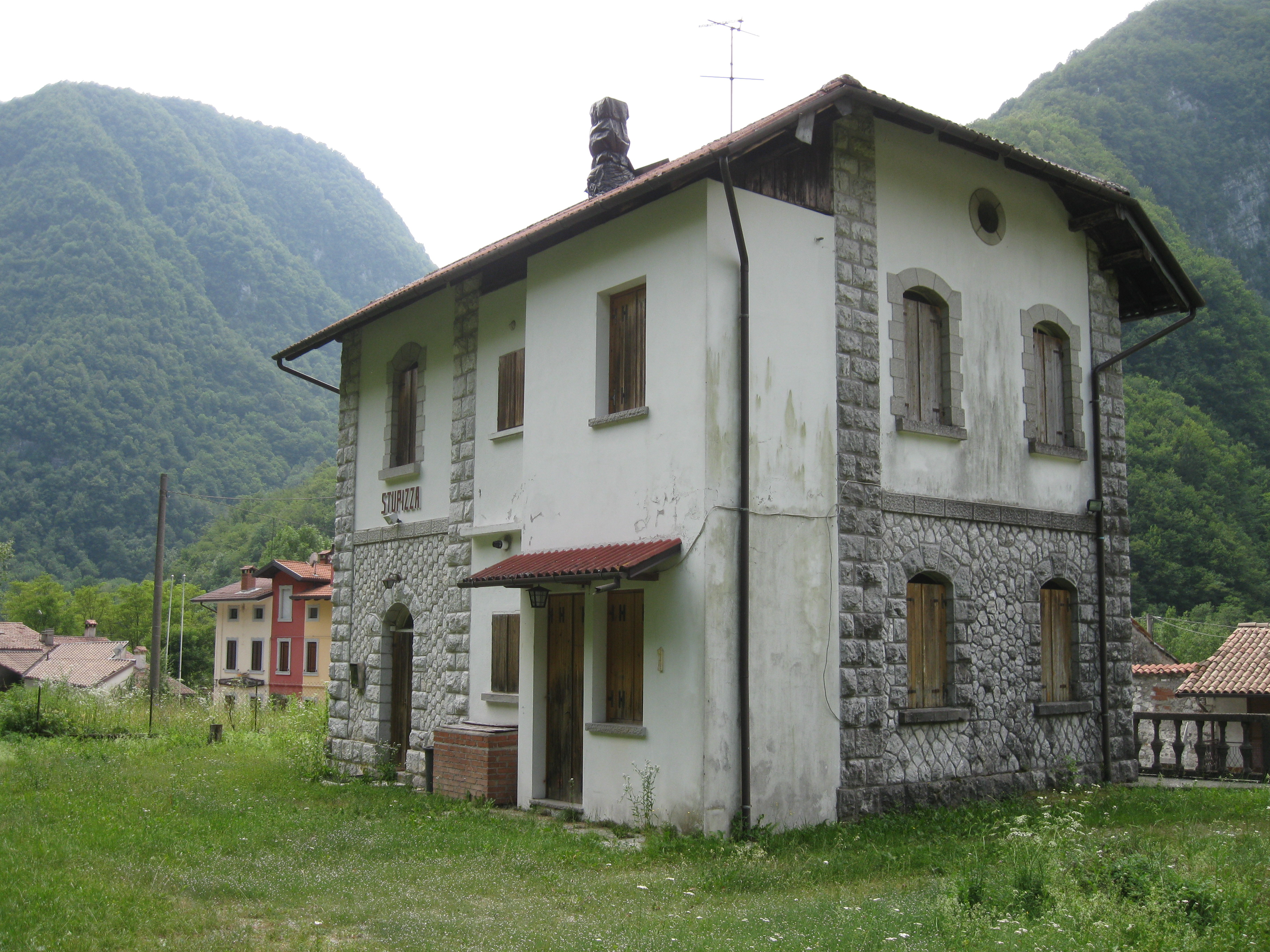
La ex stazione di Stupizza della ferrovia Cividale-Caporetto

La ferrovia più vicina al Comune è la linea Udine-Cividale, gestita dalla società, a capitale interamente regionale, Ferrovie Udine Cividale s.r.l.
Nel 1916, durante la prima guerra mondiale, venne costruita, all'inizio per usi prettamente militari, la ferrovia a scartamento ridotto Cividale del Friuli - Sužid che percorreva tutta la valle del Natisone con fermate a Ponte San Quirino, San Pietro al Natisone, Brischis, Pulfero, Stupizza, Poiana e Robič. La linea venne interrotta negli ultimi giorni delle offensive ma, subito dopo la firma dell'armistizio, iniziarono i lavori per riattivare il collegamento. Le comunicazioni vennero ripristinate il primo agosto 1921 con la linea prolungata fino a Caporetto. Vennero poi definitivamente interrotte nell'estate del 1932 per le difficoltà economiche che erano sorte e per la mancata prospettiva di un qualsiasi intervento finanziario pubblico. Della ferrovia oggigiorno rimangono solo brevissimi tratti della massicciata dove erano posati i binari ed il fabbricato, ristrutturato, della stazione di Stupizza.
Nella valle del Natisone, nei pressi di Tarcetta, arrivava un'altra ferrovia a scartamento ridotto che serviva per il trasporto della marna dalle cave situate nelle vicinanze di Oculis, Tarcetta e Coliessa fino allo stabilimento Italcementi di Cividale del Friuli.

## Amministrazione
| Periodo | Periodo   | Primo cittadino          | Partito              | Carica  | Note |
| ------- | --------- | ------------------------ | -------------------- | ------- | ---- |
| 1985    | 1990      | Specogna Giuseppe Romano | Democrazia Cristiana | Sindaco |      |
| 1990    | 1995      | Specogna Giuseppe Romano | Democrazia Cristiana | Sindaco |      |
| 1995    | 1999      | Marseglia Nicola         | Centro               | Sindaco |      |
| 1999    | 2004      | Domenis Piergiorgio      | Lista civica         | Sindaco |      |
| 2004    | 2009      | Domenis Piergiorgio      | Lista civica         | Sindaco |      |
| 2009    | 2014      | Domenis Piergiorgio      | Lista civica         | Sindaco |      |
| 2014    | in carica | Melissa Camillo          | Lista civica         | Sindaco |      |

Dati del Ministero dell'Interno.

### Altre informazioni amministrative
Il comune, fino al 1º agosto 2016, ha fatto parte del comprensorio della Comunità Montana del Torre, Natisone e Collio.
Nel dicembre dello stesso anno ha manifestato l'intenzione di aderire alla Unione Territoriale Intercomunale (UTI) del Natisone che, tra le funzioni esercitate, ha assunto anche quelle della disciolta predetta comunità.
 Dal 1º gennaio 2021, a seguito della soppressione delle UTI, è entrato a far parte della Comunità montana Natisone e Torre.